# Il Giornale di Vicenza
Il Giornale di Vicenza è il quotidiano di Vicenza e della provincia vicentina, inoltre copre gran parte del Veneto e regioni limitrofe.
Il quotidiano, le cui redazioni sono a Vicenza, Bassano del Grappa, Thiene, Schio, Valdagno e Arzignano, pone particolare attenzione sulla cronaca locale, ed edita periodicamente pubblicazioni di tipo divulgativo in diversi ambiti. Il giornale offre anche un'edizione digitale a pagamento; per gli abbonati il servizio è disponibile a partire dalle ore 6 del mattino.

## Storia

### Testate precedenti
Il giornale vicentino uscì per la prima volta il 30 maggio 1915 con il nome de La Provincia di Vicenza sotto la guida del direttore Arturo Novello ma ebbe breve vita, giusto fino alla vigilia della prima guerra mondiale. Nel periodo fascista sulle ceneri de La Provincia di Vicenza Arturo Novello fondò La Vedetta Fascista che diresse fino alla caduta del fascismo quando fu arrestato. Uscì per un breve periodo come Il Giornale di Vicenza per un bimestre tra luglio e settembre del 1943, sotto la direzione di Antonio Barolini e dall'ottobre 1943, per tutta la durata della Repubblica Sociale Italiana, sotto la direzione di Angelo Berenzi con il nome di Il Popolo Vicentino.

### Il giornale di Vicenza
Il primo numero de Il Giornale di Vicenza come quotidiano indipendente uscì il 5 febbraio 1946. Nell'anno precedente in cui il quotidiano era ritornato nelle edicole sotto la guida del direttore Renato Ghiotto riportava la dicitura "Organo del Comitato vicentino di liberazione nazionale". Renato Ghiotto fu licenziato a causa dell'insuccesso commerciale del quotidiano che si era attestato ad appena 6000 copie vendute e il 2 febbraio 1950 la direzione del giornale fu assunta da Osvaldo Parise che era l'ex redattore capo del quotidiano vicentino La Vedetta Fascista. Nel 1957 a Parise subentrò Andrea Tadiello, anch'esso ex redattore de La Vedetta fascista, che nel 1945 era stato epurato dal Comitato di Liberazione Nazionale. Dal 1958 Il Giornale di Vicenza fa parte della Società Athesis di Verona. Nel 1968 la redazione e la tipografia si trasferiscono in viale Verona, all'angolo sotto il cavalcavia dei Ferrovieri. Qui Il Giornale di Vicenza resta fino a metà del 1983.
Nel luglio 1983 secondo trasloco; il nuovo indirizzo de Il Giornale di Vicenza è viale San Lazzaro 89, primo piano. Nel 1999 il quotidiano approda in internet all'indirizzo www.ilgiornaledivicenza.it, mentre nel 2007 avviene un importante cambiamento nella struttura del quotidiano, che adotta il formato tabloid e diventa full color. Il 7 gennaio 2008 Il Giornale di Vicenza si trasferisce in una nuova e moderna sede. L'edificio è stato individuato nella zona direzionale-commerciale ovest, in via Fermi 205. La vicinanza al casello autostradale VicenzaOvest e la posizione lungo la tangenziale, oltre all'ampiezza degli spazi e alla possibilità di parcheggio, hanno contribuito alla scelta del luogo. Alla fine dello stesso anno viene anche effettuato un radicale restyling del sito internet. Il 2 novembre 2010 il sito de Il Giornale di Vicenza viene immesso in rete in versione alleggerita a causa dell'enorme numero di navigatori che si era collegata per avere notizie relative all'alluvione che aveva colpito la città.
Dal 1º luglio 2023 la stampa delle testate del Gruppo Athesis: Il Giornale di Vicenza, Bresciaoggi, L'Arena e la Gazzetta di Mantova è in formato berliner e affidata al Centro Stampa Quotidiani di Erbusco.

## Direttori
- Renato Ghiotto (1945 - 1950)
- Osvaldo Parise (1950 - 1957)
- Andrea Tadiello (1957 - )
- Jacopo Appiani (... - 1976)
- Giuseppe Brugnoli (1976-1982)
- Sergio Gervasutti (1982 - 1983)
- Gilberto Formenti (1983 - 1984)
- Mino Allione (1984-1998)
- Luigi Bacialli (1998-2001)
- Gigi Riva (2001-2002)
- Giulio Antonacci (2002-2009)
- Ario Gervasutti (2010 - 2016)
- Luca Ancetti (2016 - 2022)
- Marino Smiderle (dal 2022)

## Diffusione
| Anno | Copie vendute |
| ---- | ------------- |
| 2019 | 28 343        |
| 2018 | 29 940        |
| 2017 | 31 633        |
| 2016 | 34 191        |
| 2015 | 35 106        |
| 2014 | 35 837        |
| 2013 | 36 989        |
| 2012 | 37 065        |
| 2011 | 39 356        |
| 2010 | 41 147        |
| 2009 | 41 141        |
| 2008 | 41 829        |
| 2007 | 42 143        |
| 2006 | 41 087        |
| 2005 | 41 642        |
| 2004 | 41 955        |
| 2003 | 41 158        |
| 2002 | 41 685        |
| 2001 | 44 117        |
| 2000 | 44 240        |
| 1999 | 44 957        |
| 1998 | 43 734        |
| 1997 | 43 830        |
| 1996 | 43 467        |

Dati Ads - Accertamenti Diffusione Stampa